# Championnat du Portugal féminin de football 2017-2018
Navigation
Édition précédente Édition suivante
La saison 2017-2018 du Championnat du Portugal féminin de football est la 33e édition de la compétition. Le Sporting CP défend son titre et remporte le championnat pour la deuxième fois.

## Organisation

### Équipes participantes
Ce tableau présente les douze équipes qualifiées pour disputer le championnat 2017-2018. On y trouve le nom des clubs, le nom des entraîneurs et leur nationalité, leur classement de la saison précédente et le nom des stades.
L'União Ferreirense annonce l'arrêt de son équipe féminine en fin de saison.
Légende des couleurs
- Qualifié pour la phase finale de la Ligue des champions 2017-2018.
- Promu de II Divisão Nacional Feminino.

| Club                                    | Classement 2016-2017 | Entraîneur | Stade                                             | Ville              |
| --------------------------------------- | -------------------- | ---------- | ------------------------------------------------- | ------------------ |
| Grupo Desportivo Cultural A-dos-Francos | 9e                   |            | Campo Luís Duarte                                 | Caldas da Rainha   |
| Clube Albergaria                        | 6e                   |            | Estádio Municipal António Augusto Martins Pereira | Albergaria-a-Velha |
| Clube Futebol Benfica                   | 3e                   |            | Estádio Francisco Lázaro                          | Lisbonne           |
| Boavista Futebol Clube                  | 5e                   |            | Estádio do Bessa Séc. XXI                         | Porto              |
| Sporting Clube de Braga                 | 2e                   |            |                                                   | Braga              |
| Grupo Desportivo Estoril-Praia          | 7e                   |            | Campo Treino Formação Desportiva                  | Estoril            |
| Sporting Clube de Portugal              | 1er                  |            | CGD Stadium Aurélio Pereira                       | Lisbonne           |
| Clube Futebol Valadares Gaia            | 4e                   |            | Complexo Desportivo de Valadares                  | Vila Nova de Gaia  |
| Vilaverdense Futebol Clube              | 8e                   |            | Municipal de Vila Verde                           | Vila Verde         |
| União Ferreirense                       | 10e                  |            | Campo Dr. Pequito Rebelo                          | Anadia             |
| UR Cadima                               | 1er D2               |            | Parque Desportivo do Fujanco                      | Cantanhede         |
| Quintajense                             | 2e D2                |            | Campo Leonel Martins                              | Palmela            |

## Compétition

### Classement
Classement du Campeonato Nacional de Futebol Feminino.
| Rang | Équipe              | Pts | J  | G  | N | P  | Bp  | Bc | Diff |
| ---- | ------------------- | --- | -- | -- | - | -- | --- | -- | ---- |
| 1    | Sporting CP T       | 62  | 22 | 20 | 2 | 0  | 92  | 5  | +87  |
| 2    | SC Braga            | 59  | 22 | 19 | 2 | 1  | 126 | 7  | +119 |
| 3    | Estoril-Praia       | 47  | 22 | 14 | 5 | 3  | 59  | 18 | +41  |
| 4    | Vilaverdense FC     | 36  | 22 | 11 | 3 | 8  | 42  | 44 | -2   |
| 5    | Valadares Gaia      | 32  | 22 | 10 | 2 | 10 | 37  | 41 | -4   |
| 6    | Clube Albergaria    | 31  | 22 | 9  | 4 | 9  | 35  | 41 | -6   |
| 7    | CF Benfica          | 28  | 22 | 8  | 4 | 10 | 36  | 43 | -7   |
| 8    | União Ferreirense P | 25  | 22 | 7  | 4 | 11 | 27  | 49 | -22  |
| 9    | Boavista FC         | 23  | 22 | 7  | 2 | 13 | 31  | 58 | -27  |
| 10   | GD A-Dos-Francos    | 15  | 22 | 4  | 3 | 15 | 28  | 75 | -47  |
| 11   | UR Cadima           | 15  | 22 | 4  | 3 | 15 | 25  | 70 | -45  |
| 12   | Quintajense P       | 5   | 22 | 1  | 2 | 19 | 7   | 94 | -87  |

| Légende : Qualifications et relégations | Légende : Qualifications et relégations                                                                                   |
| --------------------------------------- | --- |
|                                         | Ligue des champions féminine de l'UEFA 2018-2019                                                                          |
|                                         | T : Tenant du titre P : Promu C : Vainqueur de la Coupe du Portugal 2017 CL : Vainqueur de la Coupe de la Ligue 2017-2018 |

- L'União Ferreirense annonce l'arrêt de son équipe féminine en fin de saison

## Bilan de fin de saison
| Championnat du Portugal féminin de football 2017-2018   |                                |
| Champion                                                | Sporting CP (2e titre)         |
| Coupes et trophées                                      |                                |
| Vainqueur de la Coupe du Portugal 2017-2018             | Sporting CP                    |
| Qualifications continentales                            |                                |
| Ligue des champions féminine de l'UEFA 2018-2019        | Sporting CP                    |
| Promotions et relégations                               |                                |
| Promus en Championnat du Portugal féminin de football   | Associação Desportiva Ovarense |
| Promus en Championnat du Portugal féminin de football   | Club Sport Marítimo            |
| Promus en Championnat du Portugal féminin de football   | Atlético Ouriense              |
| Relégués en Championnat du Portugal féminin de football | UR Cadima                      |
| Relégués en Championnat du Portugal féminin de football | Quintajense                    |
| Relégués en Championnat du Portugal féminin de football | União Ferreirense (arrêt)      |